# Danh sách đĩa nhạc của Birdy
Nữ ca sĩ kiêm sáng tác nhạc người Anh Birdy đã cho phát hành 2 album phòng thu, 4 đĩa mở rộng, 7 đĩa đơn và 6 video âm nhạc. Cô bắt đầu sự nghiệp âm nhạc lúc mới 12 tuổi, khi giành chiến thắng tại cuộc thi Open Mic UK và trình bày bài hát "So Be Free" mà cô tự sáng tác. Cô sau đó được hãng đĩa 14th Floor Records chú ý và ký kết hợp đồng năm 2008.
Birdy cho phát hành album đầu tay cùng tên vào tháng 11 năm 2011. Album do Rich Costey và Jim Abbiss sản xuất, gồm nhiều bài hát trình bày lại và 1 bài hát mới. Album đạt ngôi đầu bảng tại Úc, Bỉ và Hà Lan, đồng thời được chứng nhận ba lần Bạch kim bởi Syndicat National de l'Édition Phonographique (SNEP) và chứng nhận đĩa Vàng bởi British Phonographic Industry (BPI). 4 đĩa đơn được phát hành từ album: "Skinny Love", "Shelter", "People Help the People", "1901" và "Skinny Love" đạt ngôi đầu bảng tại Hà Lan và vị trí thứ 2 tại Úc.
Fire Within, album phòng thu thứ hai của Birdy, được phát hành vào tháng 9 năm 2013. Album đạt đến vị trí thứ 5 tại Úc và vị trí thứ 8 tại Anh Quốc. Ba đĩa đơn được phát hành từ album này, bao gồm "Wings", "No Angel" và "Light Me Up".

## Album

### Album phòng thu
| Birdy                                                                         | - Phát hành: 4 tháng 11 năm 2011 (Anh Quốc) - Nhãn thu âm: 14th Floor, Atlantic (5249859582) - Các định dạng: CD, Tải nhạc số, LP | 13 | 1 | 1 | 5 | 14 | 1 | 4 | 18 | 3 | 62 | - Anh Quốc: · Vàng - Úc: · Bạch kim - Bỉ: · Bạch kim - Đức: · Vàng - Thụy Sĩ: · Vàng - Hà Lan: · Bạch kim - New Zealand: · Vàng - Pháp: · 3x Bạch kim |
| Fire Within                                                                   | - Phát hành: 16 tháng 9 năm 2013 - Nhãn thu âm: 14th Floor, Atlantic - Định dạng: CD, tải nhạc số, LP                             | 8  | 5 | 2 | 4 | 5  | 3 | 5 | 9  | 1 | 24 | - Đức: · Vàng - Thụy Sĩ: · Vàng - Mahasz: · Vàng - SNEP: · Bạch kim                                                                                   |
| "—" Album không có mặt trên bảng xếp hạng hoặc không phát hành ở quốc gia đó. | |    |   |   |   |    |   |   |    |   |    | |

### Đĩa mở rộng
| Tựa đề                   | Chi tiết EP                                                                      |
| ------------------------ | -------------------------------------------------------------------------------- |
| Live in London           | - Phát hành: 7 tháng 11 năm 2011 - Nhãn thu âm: Warner - Định dạng: Tải nhạc số  |
| Live in Paris            | - Phát hành: 8 tháng 10 năm 2012 - Nhãn thu âm: Warner - Định dạng: Tải nhạc số  |
| Birdy – Artist Lounge EP | - Phát hành: 9 tháng 5 năm 2013 - Nhãn thu âm: Atlantic - Định dạng: Tải nhạc số |
| Breathe                  | - Phát hành: 24 tháng 7 năm 2013 - Nhãn thu âm: Warner - Định dạng: Tải nhạc số  |

## Đĩa đơn
| "Skinny Love"                                                                 | 2011 | 17 | 2  | 3  | 2   | 73 | 22 | 1  | 2  | 17 | 19 | - Anh Quốc: · Vàng - Úc: · 6x Bạch kim - Bỉ: · Bạch kim - Thụy Sĩ: · Vàng - Pháp: · Bạch kim - Mỹ: · Vàng | Birdy       |
| "Shelter"                                                                     | 2011 | 50 | —  | —  | —   | —  | —  | —  | —  | —  | —  | | Birdy       |
| "People Help the People"                                                      | 2011 | 33 | 10 | 2  | 7   | 3  | 84 | 5  | —  | 32 | 2  | - Úc: · Bạch kim - Bỉ: · Bạch kim - Đức: · Bạch kim - Pháp: · Vàng                                        | Birdy       |
| "1901"                                                                        | 2012 | —  | —  | 61 | —   | —  | —  | —  | —  | —  | —  | | Birdy       |
| "Wings"                                                                       | 2013 | 16 | 25 | 3  | 8   | 15 | 1  | 27 | 17 | 18 | 3  | - Úc: · Vàng - Bỉ: · Vàng - Đức: · Vàng - Thụy Sĩ: · Vàng                                                 | Fire Within |
| "No Angel"                                                                    | 2013 | —  | —  | —  | 168 | —  | —  | 51 | —  | —  | —  | | Fire Within |
| "Light Me Up"                                                                 | 2014 | —  | —  | 52 | —   | —  | 58 | —  | —  | —  | —  | | Fire Within |
| "Words As Weapons"                                                            | 2014 | —  | —  | 56 | 125 | 63 | —  | —  | —  | —  | —  | | Fire Within |
| "—" Album không có mặt trên bảng xếp hạng hoặc không phát hành ở quốc gia đó. |      |    |    |    |     |    |    |    |    |    |    | |             |

## Bài hát xếp hạng khác
| "Not About Angels"                                                              | 2014 | 200 | 63 | 100 |  | The Fault in Our Stars |
| "—" Đĩa đơn không có mặt trên bảng xếp hạng hoặc không phát hành ở quốc gia đó. |      |     |    |     |  |                        |

## Những lần xuất hiện khác
| Tựa đề             | Năm  | Nghệ sĩ khác   | Album                                               |
| ------------------ | ---- | -------------- | --------------------------------------------------- |
| "Just a Game"      | 2012 | —              | The Hunger Games: Songs from District 12 and Beyond |
| "Learn Me Right"   | 2012 | Mumford & Sons | Brave                                               |
| "Not About Angels" | 2014 | —              | The Fault in Our Stars                              |
| "Tee Shirt"        | 2014 | —              | The Fault in Our Stars                              |
| "Best Shot"        | 2014 | Jaymes Young   | The Fault in Our Stars                              |

## Video âm nhạc
| Tựa đề                               | Năm  | Đạo diễn      |
| ------------------------------------ | ---- | ------------- |
| "Skinny Love"                        | 2011 | Sophie Muller |
| "Shelter"                            | 2011 | Sophie Muller |
| "People Help the People"             | 2011 | Adam Powell   |
| "Skinny Love [One Take Music Video]" | 2011 | Sophie Muller |
| "1901"                               | 2012 | Nez           |
| "Wings"                              | 2013 | Sophie Muller |
| "Light Me Up"                        | 2013 | Sophie Muller |
| "Skinny Love (Phiên bản 2)"          | 2014 | Sophie Muller |
| "Words as Weapons"                   | 2014 | Sophie Muller |
| "Tee Shirt"                          | 2014 | không biết    |
| "Not About Angels"                   | 2014 | không biết    |